# Ounalashkastylus tomidai
Ounalashkastylus tomidai è un mammifero marino estinto, appartenente ai desmostili. Visse tra l'Oligocene superiore e il Miocene inferiore (circa 23-22 milioni di anni fa) e i suoi resti fossili sono stati ritrovati in Nordamerica.

## Descrizione
Questo animale, come gli altri desmostili, doveva essere vagamente simile a un piccolo ippopotamo dalle zampe palmate, lungo forse un paio di metri. Era dotato di un lungo muso e di incisivi a forma di zanne, rivolti in avanti e leggermente all'infuori. Rispetto agli altri desmostili arcaici come Ashoroa e Behemotops, Ounalashkastylus era dotato di cuspidi dei molari cilindriche e stilodonti, che si usuravano fino a diventare anelli di smalto che circondavano la dentina esposta. Era più derivato dell'affine Cornwallius nell'avere sei o più cuspidi sui molari inferiori, ma i denti premolari e molari erano dotati di una corona più bassa rispetto a quelli di Desmostylus. Il terzo molare superiore era più allungato rispetto a quello di Desmostylus. Un fossile di Ounalashkastylus mostra un alone rossastro lungo il margine anteriore del cranio; si suppone che questa sia un'impronta di tessuti molli, che nell'animale in vita dovevano prendere la forma di un muso molto mobile e ampio.

## Classificazione
Ounalashkastylus è un tipico rappresentante dei desmostili, un gruppo di mammiferi marini di incerta collocazione sistematica. In particolare, sembrerebbe essere un rappresentante piuttosto derivato della famiglia Desmostylidae: più derivato di Ashoroa e di Cornwallius, ma meno di Desmostylus. 
I primi fossili di questo animale vennero ritrovati nel 2007 nei pressi di Unalaska sull'isola omonima, nell'arcipelago delle Aleutine al largo della costa dell'Alaska. Solo nel 2016 questi fossili furono descritti formalmente come un nuovo genere e una nuova specie di desmostili.

## Paleoecologia
Dei quattro individui scoperti nei pressi di Unalaska, uno è un esemplare giovane. Si suppone che i quattro individui fossero parte di un branco di animali che viveva in un golfo, e che questa specie rimanesse in queste aree per proteggere i giovani dalle onde e dalle correnti. 
La morfologia delle fauci e dei denti, così come il tipo di usura dentaria, indicano che Ounalashkastylus non masticava come gli altri mammiferi noti, ma stringeva i suoi denti, sradicava piante acquatiche con l'aiuto delle zanne e di una potente muscolatura del collo, e poi le risucchiava usando i muscoli della gola e la forma del palato. La forma allungata delle fauci e la regione facciale espansa facilitavano la notevole muscolatura dell'adduttore, facciale, pterigoidea e ioidea nell'azione di risucchio delle piante acquatiche (Chiba et al., 2016). 